# Paloma Lago
Paloma María Pérez-Lago Gómez (Ferrol, La Coruña, 22 de mayo de 1967) es una modelo y presentadora de televisión española.

## Biografía
Es la menor de cinco hermanos, cuyos nombres son Federico José, Cristina, Pauloska y Ana María (1964). 
En 1985 se traslada a vivir a Madrid, donde estudia diseño y moda y pronto encuentra la posibilidad de trabajar como modelo de la mano de la Agencia International Booking.
En 1990 debuta como presentadora de televisión en el programa Tele 5 ¿dígame? (1990-1992) primero con Laura Valenzuela y Javier Basilio y en su última temporada con Andrés Aberasturi. Ese mismo año aparece también en el programa Tutti Frutti de la misma cadena.
En 1993 conduce el concurso Los cinco sentidos en Antena 3, con dirección de Julia Otero y cuatro años más tarde Risas y estrellas (1997-1999) en TVE con Pedro Rollán en su primera temporada y más tarde con José Luis Moreno y Loreto Valverde.
Entre 1999 y 2002 se convierte en presentadora de programas infantiles, cuando Televisión Española le encarga ponerse al frente del espacio TPH Club. En 2000 se hace cargo junto a Carlos Lozano también de Eurocanción, programa diseñado para elegir a los participantes españoles en el Festival de Eurovisión.
Los años 2000, 2001 y 2002 se encarga de presentar Telepasión junto a Carlos Lozano. Al término de esos mismos años presentaría con Ramón García las Campanadas de fin de año.
Más tarde en 2003, presenta el espacio musical El verano ya llegó junto a Miguel Ángel Tobías.
También ha hecho sus incursiones en la interpretación, interviniendo en la serie Compuesta y sin novio (1994), con Lina Morgan y la película Cuernos de mujer (1995), de Enrique Urbizu, con María Barranco.
En 2006 participó como concursante en el programa de monólogos El club de Flo en La Sexta.
En 2010 presentó la Mercedes-Benz Fashion Week Madrid para Nova.
En 2009, la Fundación Museo del Calzado le otorgó el Premio a la mujer mejor calzada de España.
En 2010, condujo la sección "De lujo", en el fugaz magazine diario 3D de Antena 3, presentado por Glòria Serra.
En diciembre de 2016 acudió como invitada a la gala 60 años juntos de Televisión Española, que se emitió en La 1 y La 2 y el 31 de diciembre en la misma cadena, presentó las Campanadas de Fin de Año para Canarias con Roberto Herrera.
En mayo de 2017 se incorpora como colaboradora en La mañana en TVE.
En 2019 vendió la casa que tenía en Madrid y regresó a Galicia, residiendo en Cobas, Ferrol, y trabaja en la TVG, donde colabora en el programa Quen anda aí? y participó entre diciembre de 2021 y febrero de 2022 en Comando G.
En enero de 2025 interpuso una demanda por presunta agresión sexual al conselleiro de Mar de la Xunta de Galicia Alfonso Villares.